# サーバクーラー
サーバクーラーとは、サーバの発熱に対し、冷気を供給してラック内やサーバ内部の温度上昇を抑える装置のこと。19インチラックに設置するタイプと、スタンドアローン型がある。

## サーバクーラーの必要性
データセンターなどのサーバや自社内で設置・管理するサーバ、高性能PCを使用する環境では、CPUの高性能化による発熱が問題になっている。サーバの発熱量はこの数年間で約3倍以上まで増加しているといわれている。発熱はサーバの故障率を上げ、寿命を短くするだけでなく、やがて熱暴走からシステム停止という最悪の事態を引き起こす可能性があり、サーバをシステムダウンから守る冷却方法の確立は急務になっている。
さらに、1Uタイプのラックマウント型やブレードサーバなどのように高集積化が進んでおり、CPU以外のHDDやグラフィックボードなどの発熱対策も問題となっている。
サーバ内蔵の冷却ファンだけでは放熱効果が薄く、ホコリを吸込んで故障の原因となり、大型扇風機や小型クーラーでは温度制御ができなかったり、ドレン水の処理問題もあってサーバの冷却には適していない。また、全体空調だけでは均一な冷却ができず、冷却ムラがあるなどの問題もあり、ピンポイントに冷気を送ることができ、温度制御も可能なサーバクーラーに対する需要が高まっている。